# Rosa de arena
La Rosa de arena es un mineral cuyo nombre es sinónimo de Rosa del desierto puesto que coincide tanto en su composición como en su formación.

Sin embargo hay quien establece que existe una pequeña diferencia en cuanto a su tonalidad. Mientras la rosa del desierto presenta un color monotonal rojizo, la rosa de arena presenta un tono blanquecino en sus bordes con un aspecto más compacto. 

## Ejemplar de la foto
México
España